# Arrondissement Istres
Istres is een arrondissement van het Franse departement Bouches-du-Rhône in de regio Provence-Alpes-Côte d'Azur. De onderprefectuur is Istres.

## Kantons
Het arrondissement was tot 2014 samengesteld uit de volgende kantons:
- Kanton Berre-l'Étang
- Kanton Châteauneuf-Côte-Bleue
- Kanton Istres-Nord
- Kanton Istres-Sud
- Kanton Marignane
- Kanton Martigues-Est
- Kanton Martigues-Ouest
- Kanton Vitrolles

Na de herindeling van de kantons door het decreet van 27 februari 2014, met uitwerking op 22 maart 2015, omvat het volgende kantons:
- Kanton Berre-l'Étang  ( deel 3/9 )
- Kanton Istres
- Kanton Marignane
- Kanton Martigues
- Kanton Salon-de-Provence-2  ( deel 1/4 )
- Kanton Vitrolles  ( deel 2/4 )